# 리노드
리노드(Linode)는 리눅스 기반 가상 머신 및 클라우드 인프라 제공에 중점을 둔 미국의 클라우드 호스팅 제공업체이다.
2003년 출시된 리노드는 가상 사설 서버(VPS) 호스팅을 제공했다.
리노드는 2022년 2월 아카마이 테크놀로지스에 9억 달러에 인수되었다.

## 역사
리노드(리눅스와 노드의 혼성어)는 2003년 크리스토퍼 에이커가 설립했다. 에이커는 플로리다의 풀 세일 대학교 졸업생이다. 이 회사는 2008년 뉴저지 갤러웨이로 본사를 이전했다. 리노드는 2018년 필라델피아, 펜실베이니아주의 역사적인 콘 익스체인지 은행 건물로 이전했다.
2022년 2월 15일, 아카마이 테크놀로지스는 리노드를 9억 달러에 인수할 의사를 발표했다. 아카마이의 설립자이자 CEO인 톰 레이튼은 "리노드의 개발자 친화적인 클라우드 컴퓨팅 기능과 아카마이의 시장 선도적인 에지 플랫폼 및 보안 서비스를 결합"하려 한다고 밝혔다.

## 제품 및 서비스
2019년 11월 기준으로, 리노드는 높은 메모리 요구 사항, 전용 CPU 자원, GPU에 직접 접근할 수 있는 가상 머신과 같이 고객의 특정 요구 사항을 충족하는 옵션과 함께 여러 종류의 가상화 기반 컴퓨팅 서비스를 제공했다. 리노드는 네트워크 기반 스토리지 및 백업 서버 서비스를 제공했다.
2013년 9월, 리노드는 사용자가 Linode 클라우드 관리자에서 인스턴스의 성능 지표를 볼 수 있는 리눅스용 시스템 성능 모니터링 패키지인 Longview를 출시했다. 2019년 10월 말, 리노드는 고객이 대용량의 비정형 데이터를 저장할 수 있도록 S3 호환 객체 스토리지 서비스를 출시했다. 2019년 11월 11일, CNCF KubeCon에서 리노드는 관리형 쿠버네티스 엔진 서비스의 가용성을 발표했다.

## 보안 사고
2012년, 리노드 고객 8명의 계정이 침해되어 약 40,000 비트코인이 도난당했다.
2013년, 해킹 그룹 해크 더 플래닛(HTP)은 어도비의 콜드퓨전 웹 애플리케이션 서버의 기술적 취약점을 악용하여 리노드의 웹 서버에 접근했다. 리노드는 HTP가 금융 민감 정보를 해독할 수 없었으며 모든 계정 비밀번호를 재설정했다고 밝혔다. 리노드는 2013년 5월 서비스에 이중 인증을 도입할 계획을 발표했다.
2015년 크리스마스부터 2016년 1월 10일까지, 리노드는 "악의적인 행위자"가 리노드의 사업에 심각한 피해를 주기 위해 대량의 봇넷 용량을 구매함으로써 발생한 대규모의 빈번한 DDoS 공격을 받았다. 리노드는 2016년 노동절 주말에 또 다른 심각한 DDoS 공격의 피해자가 되었다.